# LEGO Technic

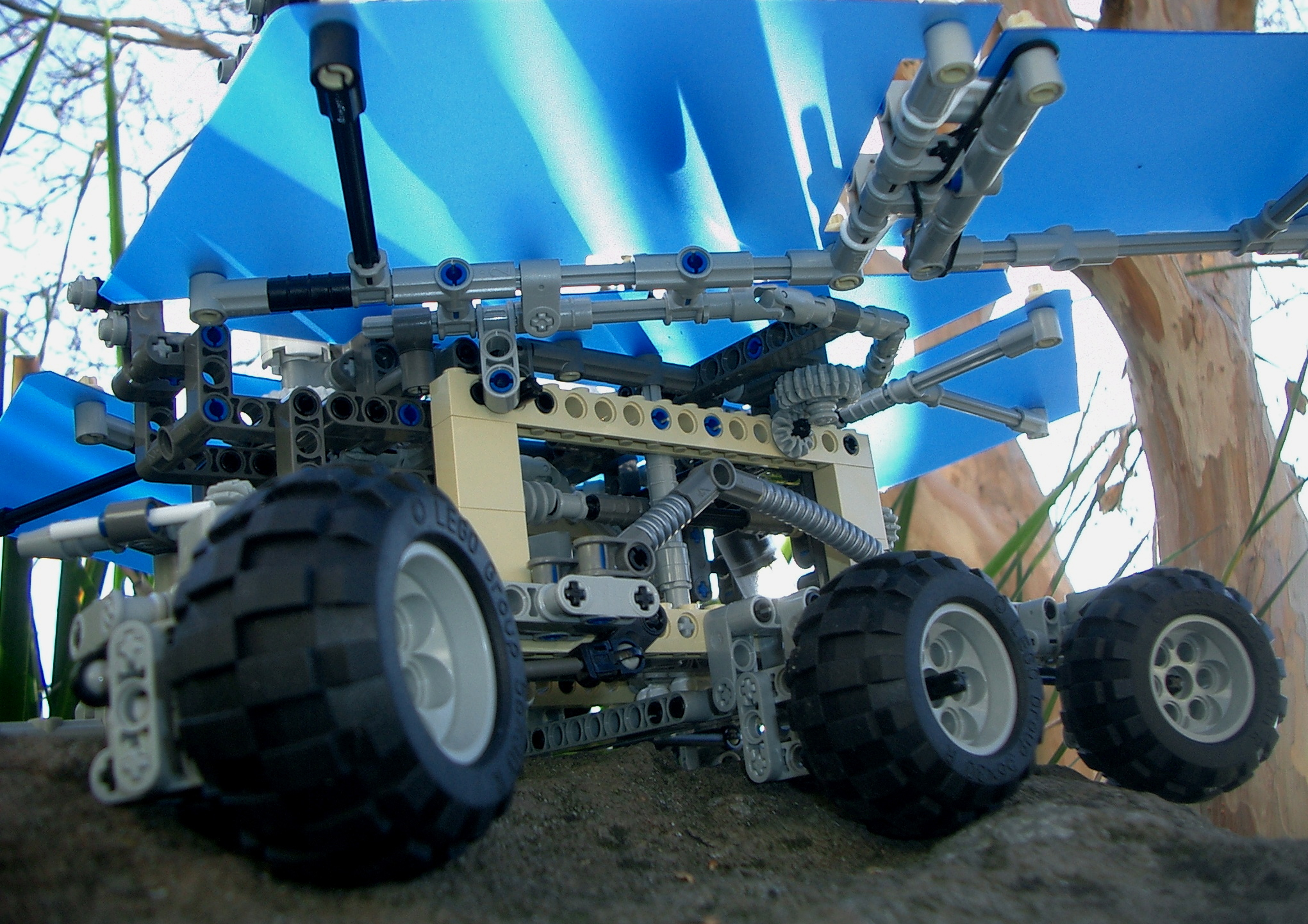
Um Rover construído com peças LEGO Technic.

LEGO Technic é um tema de produtos LEGO voltada para a criação de modelos mais complexos, com o recurso a blocos e peças mais sofisticados do que os das linhas básica e temáticas de Lego .

## Conceito
O conceito foi introduzido no ano de 1977 sob a denominação Expert Builder ("Construtor Avançado"), sendo a série renomeada em 1984 como Technic.
Os conjuntos LEGO Technic são caracterizados por se basearem em peças especiais, tais como vigas, engrenagens, eixos e pinos. Alguns oferecem peças pneumáticas ou motores elétricos.
Recentemente, estas peças especiais tem sido introduzidas em outras linhas, particularmente na linha Bionicle, onde alguns conjuntos têm sido comercializados como integrantes da linha Technic.
O estilo dos conjuntos Technic tem evoluído ao longo dos anos: os conjuntos produzidos após o ano de 2000 baseiam-se em uma metodologia de construção descrita como "studless", ou seja, sem botões (os botões são os pequenos ressaltos circulares que caracterizam os blocos LEGO, permitindo o seu encaixe). Este método privilegia a utilização de vigas e pinos preferencialmente aos encaixes tradicionais.
A linha LEGO Mindstorms, voltada para a construção robótica, também utiliza grande número de peças Technic, embora seja comercializada em uma linha própria. A segunda geração de Mindstorms, a Mindstorms NXT, lançada em Agosto de 2006, é baseada na técnica de construção "studless".

## Arquitetura "Studded" versus arquitetura "Studless"

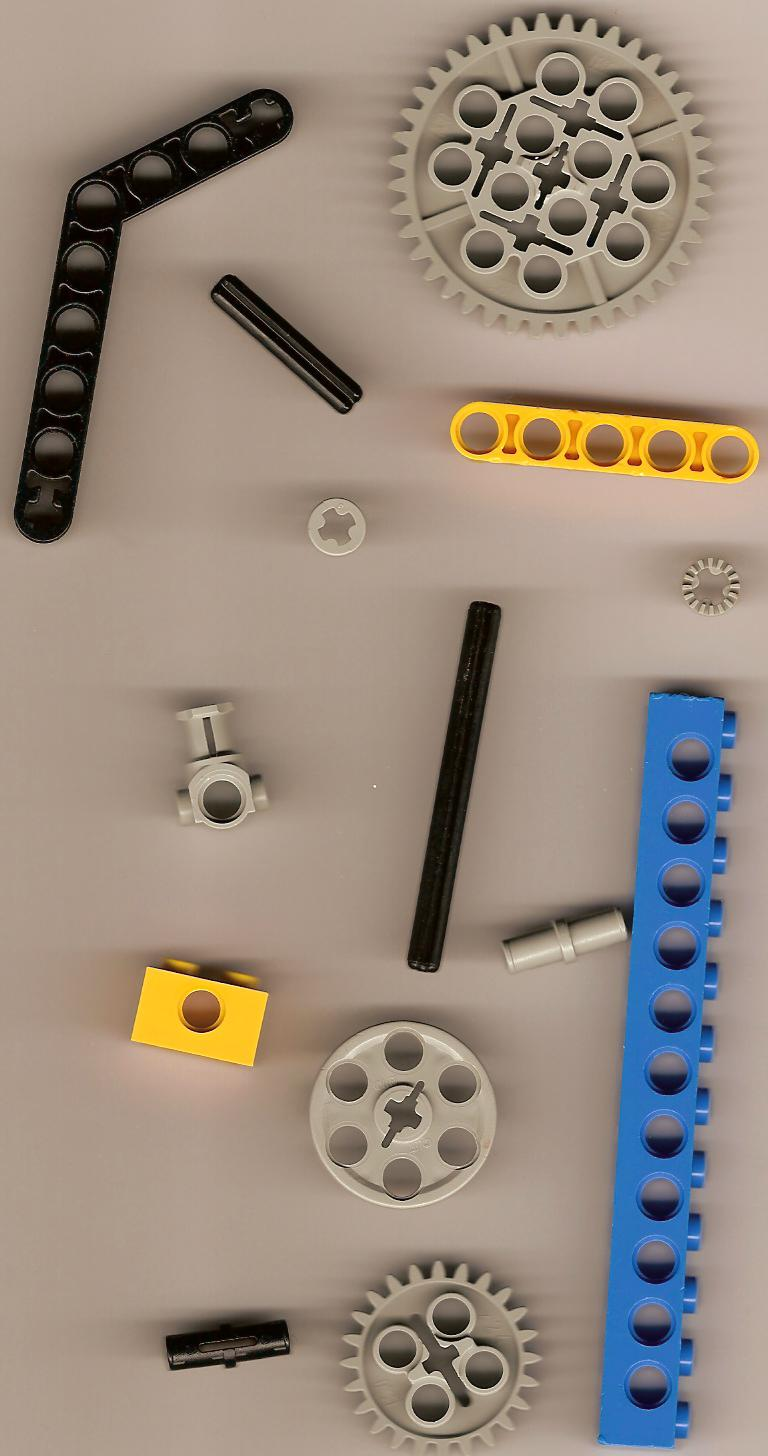
LEGO Technic: exemplo de peças. Note-se a diferença dos conceitos de vigas com "botões" ("studded") e "studless".

Muitos entusiastas das construções LEGO consideram a mudança na técnica de construção como controversa, devido à visão popular de que as peças devam se encaixar da maneira tradicional ("studded"), mantendo os botões como ícones. Por outro lado, a técnica "studless" permite uma variedade de métodos de construção anteriormente inacessíveis.
O maior benefício advém do fato de que as novas vigas "studless" apresentam a dimensão exata de uma unidade de altura. Os blocos clássicos de LEGO são mais altos e somente podem ser divididos em terços utilizando lâminas (três lâminas possuem a mesma altura que um bloco), o que é algo desajeitado no projeto de estruturas verticais. As vigas "studless" são compatíveis com as de modelo antigo, e passaram a ser comercializadas quando as de modelo antigo foram removidas dos conjuntos Technic.
No ano de 2006, a LEGO começou a reincorporar blocos com botões de volta à linha Technic, o que pode ser constatado no conjunto 8421-1 (Guindaste Móvel). Ambos os tipos de blocos são assim combinados para que se possa obter o melhor de ambas as técnicas construtivas.

## Componentes LEGO Technic
Os blocos LEGO Technic permitem ampliar as possibilidades dos blocos LEGO normais oferecendo uma ampla variedade de novas peças que oferecem novas funcionalidades e estilos construtivos. A mudança mais significativa é que os blocos Technic de um botão de largura (1x) apresentam orifícios circulares trespassando a sua face vertical, posicionados entre os botões. Estes orifícios podem receber pinos, o que possibilita a duas vigas se manterem unidas, lado-a-lado ou em ângulo.

### Motores
A linha LEGO Technic inclui uma variedade de motores elétricos. De maneira geral estes se dividem em motores alimentados a pilhas, mantidas em caixas de pilhas conectáveis, e em motores alimentados por transformadores. Os primeiros são os mais comuns.
Os modelos mais antigos eram ou de 9 volts ou de 4.5 volts, e consistiam em um bloco largo com um pequeno eixo que girava quando o motor era ligado. O motor não tinha redução, e a sua velocidade em rpm era bastante alta.
Motores posteriores (como o NXT), trazem um oríficio onde um eixo pode ser inserido, permitindo que eixos de diferentes tamanhos possam ser utilizados.

### Engrenagens
Engrenagens têm sido incluídas nos conjuntos Technic como uma forma de alterar o torque do motor e assim aumentar ou reduzir a velocidade. As engrenagens LEGO Technic são apresentadas em diversos tamanhos:
- 8 dentes;
- 12 dentes;
- 16 dentes;
- 24 dentes;
- 36 dentes e
- 40 dentes.

Em complemento a estas engrenagens padrão, alguns conjuntos incluem engrenagens especiais, roscas sem-fim e diferenciais.

### Polias
Polias foram incluídas como uma forma adicional de conexão entre engrenagens.

## Máquina de Anticítera
Em 2010 foi executada uma reconstrução do mecanismo - plenamente funcional - da Máquina de Anticítera, com o recurso a peças LEGO Technic, por Andrew Carol um engenheiro de programação da Apple Inc.